# قلعة كوبنهاغن

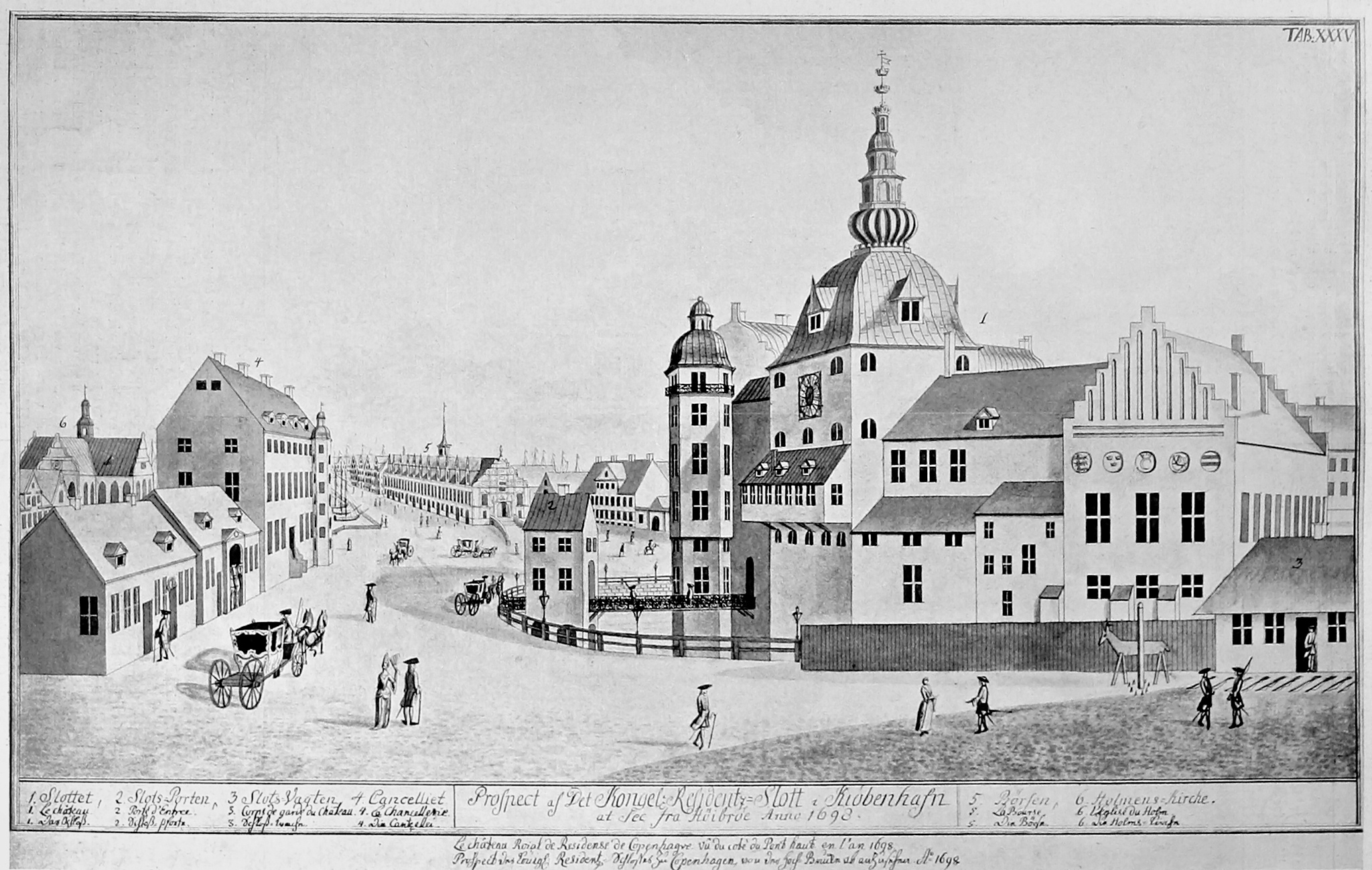
رسم للقلعة عام 1698.

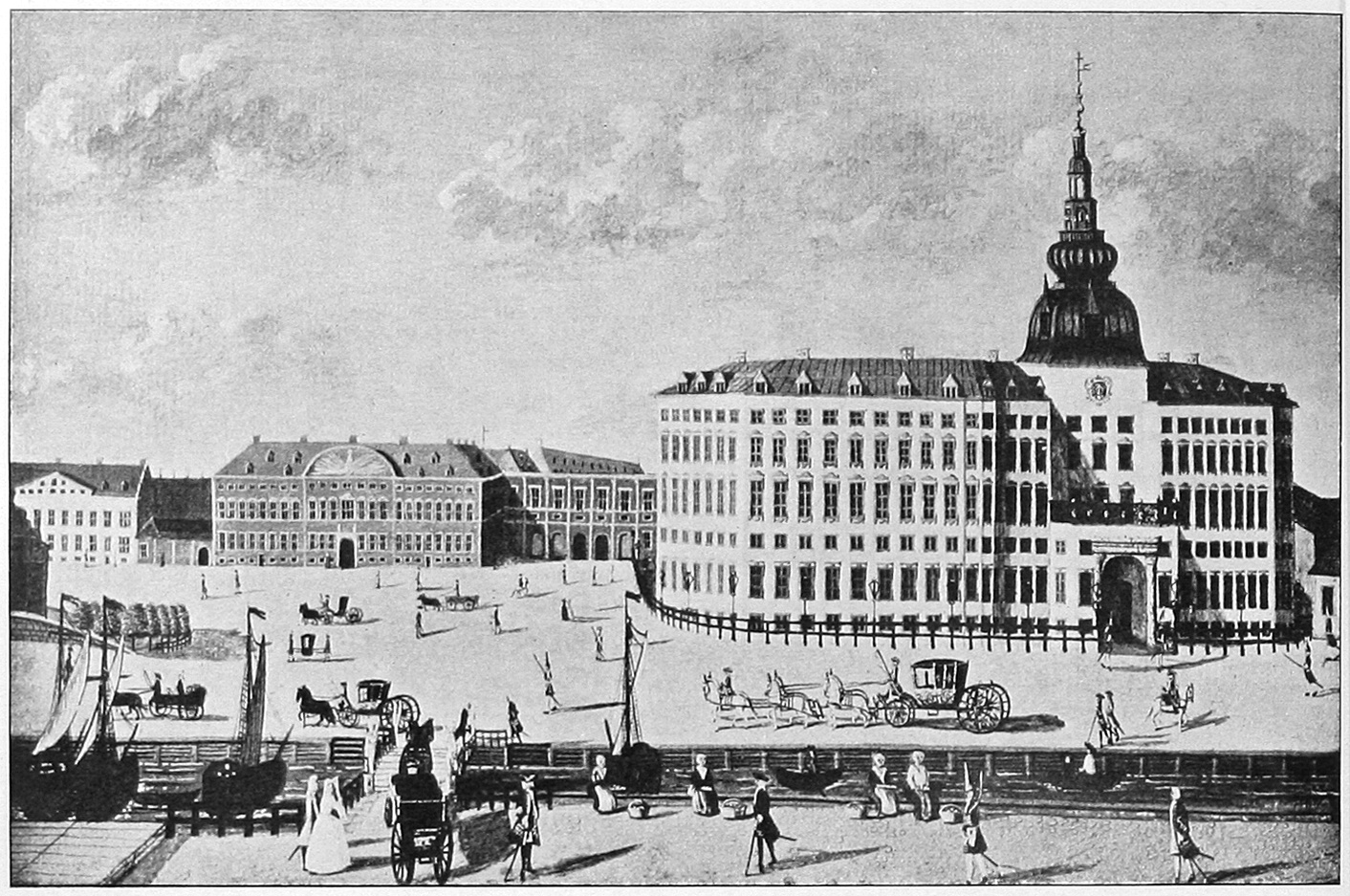
رسم للقلعة في عام 1730.

قلعة كوبنهاغن (بالدنماركية: Københavns Slot) هي قلعة سابقة كانت موجودة في جزيرة القلعة (Slotsholmen) في وسط العاصمة الدنماركية كوبنهاغن. تم بناؤها في أواخر القرن الرابع عشر في الموقع الحالي لقصر كريستيانسبورغ.
لقد تم بناء القلعة في الفترة التي تلت هدم أعضاء الرابطة الهانزية لقلعة أبسالون في عام 1369، حيث كانت بقايا القلعة السابقة وأعمال البناء تغطي مكان الجزيرة.
كانت القلعة تتكون من حائط ساتر وكانت مُحاطة بخندق، مع برج ضخم كبوابة للدخول. بقيت القلعة ملكًا للأسقف روسكيلد حتى استولى عليها حاكم بوميرانيا الملك اريك في 1417، حيث أصبحت القلعة منذ ذلك الحين تحت سيطرته.
لقد اُعيد بناء القلعة عدة مرات؛ فقد قام فريدريك الرابع في عشرينيات القرن الثامن عشر بإعادة بناء القلعة بالكامل، لكنها أصبحت ثقيلة جدًا بحيث بدأت الجدران بالتفسخ. أصبح واضحًا بالتالي إلى كرستيان السادس، خلف فريدريك الرابع، وعلى الفور بعد اعتلائه العرش في 1730، أن هناك قلعة جديدة تمامًا كان يجب بناؤها. وقد بدأ هدم قلعة كوبنهاغن البالية والممتدة سنة 1731 لإفساح المجال لإنشاء أول كريستيانسبورغ.
لقد تم اكتشاف أنقاض قلعة كوبنهاغن في بداية القرن العشرين. ويمكن أن تُشاهد بقاياها اليوم إلى جانب بقايا قلعة أبسالون تحت قصر كريستيانسبورغ.

## أعلام
- جورج أمير الدنمارك
- كريستيان السادس ملك الدنمارك
- فريدريك الثالث ملك الدنمارك والنرويج
- كريستيان الأول ملك الدنمارك
- شارلوت أمالي أميرة الدنمارك